# 730

## Догађаји
- Краљ Лијутпранд склапа савез са Евтихијом, егзархом Равене, и пристаје да га подржи у његовом нападу на Рим, док потчињава независна јужнолангобардска војводства Беневенто и Сполето.
- Тиберије Петасије се проглашава за цара у Тускији. Евтихије га побеђује уз подршку папе Гргура II, а Тиберије бива убијен у Монтерану, са главом послатом на поклон византијском цару Лаву III.
- Карло Мартел побеђује последње независно војводство Аламанију и укључује је у Франачко царство. Он такође покреће нападе на Саксонце иза реке Рајне.
- Септембар–октобар – Омајадске снаге су опљачкале византијску тврђаву Харсианон у централној Анадолији (савремена Турска), која је остала оспорено упориште током следећег века византијско-арапског ратовања.
- 9. децембар – Битка код Марџ Ардабила: Хазари под Барџиком нападају провинције Џибал и Ирански Азербејџан. Побеђује војску Омејада (25.000 људи) код Ардабила (Иран), убивши ал-Џара ибн Абдалаха.
- Кинески цар Сјуан Зонг је демонтирао и поново саставио четири зида палате у североисточном сектору главног града Чангана да би се изградила нова даоистичка опатија, на чијем се подручју формално налази велики врт за Биро за пољопривреду.
- У овој деценији хмељ се први пут узгаја у Немачкој, у региону Халертау.
- Лав III цар Византијског царства наредио је уништење свих икона  на читавој територији царства. Многи монаси беже у Грчку и Италију (носећи са собом мање иконе, скривене у одећи); други беже у пећине Кападокијске пустиње.

## Смрти
- Википедија:Непознат датум — Преподобна мученица Теодосија - хришћанска светитељка.